# Morena Clara (película de 1936)
Morena Clara es una película española de 1936 dirigida por Florián Rey y protagonizada por Imperio Argentina, Miguel Ligero y Manuel Luna. Se trata de una comedia musical adscrita —a veces con intención peyorativa— al subgénero de la «españolada». Está basada en la obra de teatro homónima de Antonio Quintero y Pascual Guillén. Fue estrenada el 11 de abril de 1936 en el Cine Rialto de Madrid, pocos meses antes del desencadenamiento de la Guerra Civil. Fue el mayor éxito comercial del cine español hasta aquel momento y durante muchos años más.

## Antecedentes

### El musical español
La llegada del cine sonoro propició la introducción de la música en la gran pantalla desde un principio. España no fue una excepción, y el género musical fue el segundo en importancia tras la comedia. Sainetes, zarzuelas, operetas, revistas y adaptaciones de vidas de cantantes fueron frecuentes en el período republicano. Además de la llegada del sonido al cine, la época de la Segunda República asistió simultáneamente al despegue de la radio comercial y de la industria discográfica, lo que potenció la importancia de la música.
La variedad más frecuente fue la «zarzuela filmada», iniciada ya en la época silente, ya que este género musical era tremendamente popular y no había sido todavía vencido por el musical estadounidense. En 1935 cabe citar los ejemplos de La verbena de la Paloma, dirigida por Benito Perojo, o Los claveles, de Santiago Ontañón; pero también la adaptación de un sainete musicalizado como Don Quintín el amargao, de Luis Marquina.
Además se habían realizado algunas comedias musicales más inspiradas en modelos internacionales. Destacan entre ellas Rumbo al Cairo, también de Benito Perojo y ¡Abajo los hombres!, de José María Castellví. Y también cortometrajes que servían de complemento en los programas cinematográficos. El propio Florián Rey había dirigido en 1934 a Imperio Argentina en Romanza rusa y a Miguel Ligero en Soy un señorito.

### La españolada

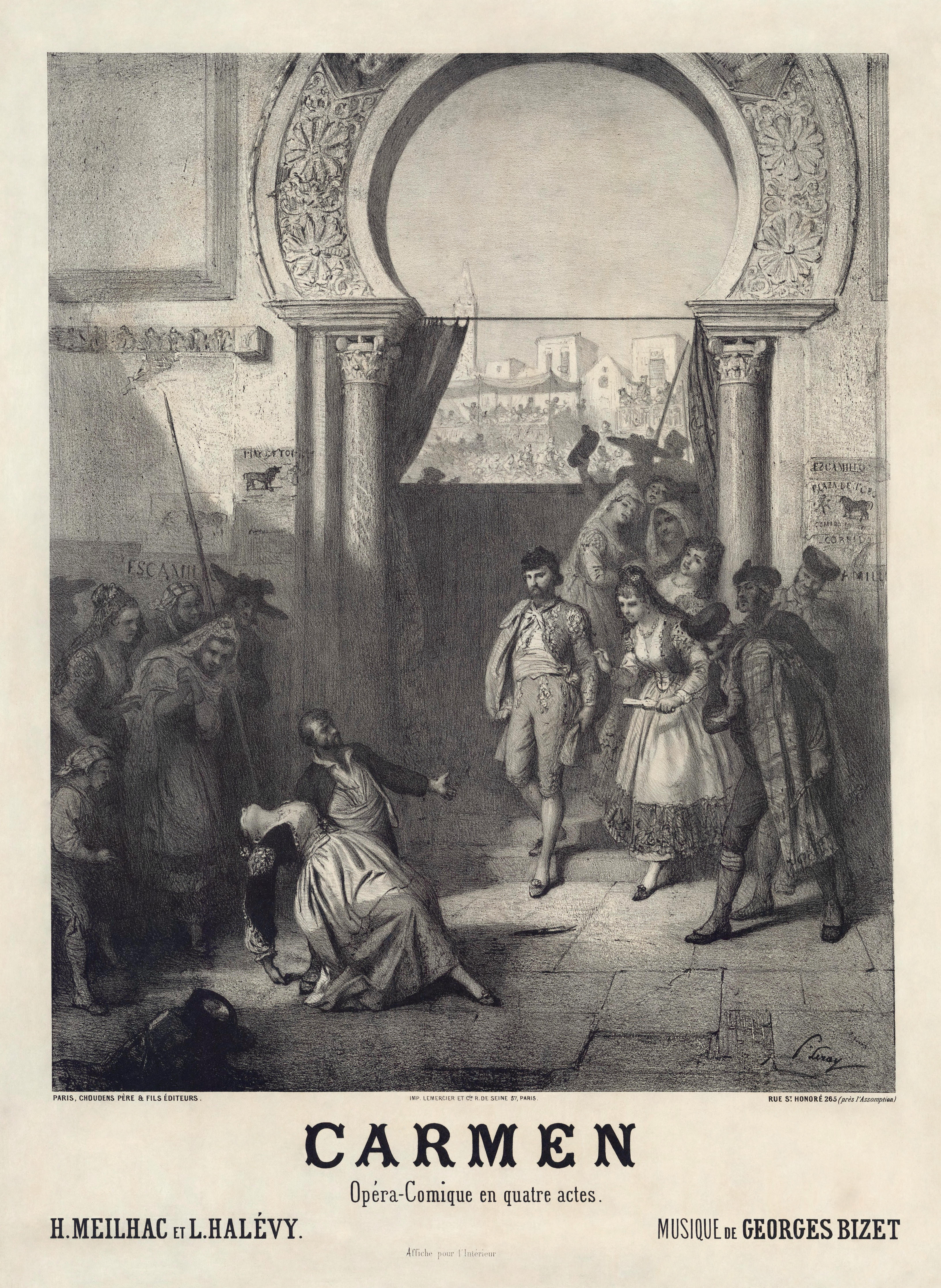
La «españolada» tenía antecedentes antiguos, como Carmen.

Un subgénero vigente era el denominado como «españolada». Procedía de Francia, donde había surgido durante el Romanticismo y fue promovido durante el Segundo Imperio debido al origen español de Eugenia de Montijo, la esposa de Napoleón III. Se caracterizaba por un fuerte pintoresquismo que retrataba a España como un país exótico más propio de África o Asia que de Europa. El modelo tuvo buena aceptación en España, y, aunque censurado por algunos críticos de la época que lo consideraban reaccionario, tuvo los apoyos tanto del escritor Federico García Lorca como del crítico  anarquista Mateo Santos desde las páginas de Popular Film, que lo veían como una genuina manifestación de la cultura popular. Florián Rey fue su promotor más caracterizado, y lo consideraba expresión de los valores raciales españoles y, por tanto, mucho más universal que la imitación de modelos foráneos.
El principal elemento musical de la españolada fue la copla. La primera reconocible como tal fue «Suspiros de España», estrenada en 1902. En 1931 apareció el disco Canciones populares españolas, en el que cantaba La Argentinita acompañada al piano por García Lorca, impulsor del proyecto, que hacía una oferta contemporánea depurando la tradición y el folclore. Raquel Meller, Conchita Piquer, Angelillo, Imperio Argentina y Estrellita Castro fueron algunos de los principales intérpretes de este tipo de canción, y adquirieron una asombrosa —vista desde la posterioridad— proyección internacional.
Ejemplos de españoladas de 1935 son Rosario la cortijera, dirigida por León Artola y protagonizada por Estrellita Castro; El gato montés, de Rosario Pi, y Nobleza baturra, del propio Florián Rey, que obtuvo un gran éxito. En 1936 también destaca María de la O, costosa cinta dirigida por Francisco Elías y protagonizada por el internacional Antonio Moreno y Carmen Amaya.

## La productora
La familia Trènor había fundado la Compañía Industrial Film Española S.A. (Cifesa) en 1932, dedicada inicialmente a la distribución. Al año siguiente, Manuel Casanova adquirió un paquete de acciones para contentar a su hijo Vicente, gran aficionado al cine. En 1934 se hizo con el control de la compañía. El éxito comercial de El agua en el suelo en 1934 hizo que el director aragonés Florián Rey sugiriera que la compañía entrara en el campo de la producción. El resultado fue La hermana San Sulpicio (1934), que fue un éxito no solo en España sino también en varios países americanos. La productora valenciana, que realizaba sus rodajes en Madrid, fue el primer intento español de crear una industria del cine sonoro.
En 1935 Cifesa estrenó La verbena de la Paloma, dirigida por Benito Perojo, adaptación de la zarzuela homónima de Ricardo de la Vega y el maestro Bretón. La adaptación de zarzuelas al cine era una práctica habitual por entonces, pero la película de Perojo marcó un hito en el cine español de la época por su calidad y por el éxito popular.
El posterior estallido de la guerra civil truncaría la consolidación de Cifesa. Se paralizó el rodaje de El genio alegre y, cuando se pudo estrenar tras el conflicto bélico, desaparecieron de sus títulos de crédito los nombres de los intérpretes de simpatías republicanas. Peor fue el destino de Nuestra Natacha, que fue confiscada en 1939 por la censura franquista. En cuanto a La casta Susana, nuevo proyecto que Florián Rey e Imperio Argentina iban a rodar en París, ni siquiera se llegó a iniciar.

## La obra teatral
La película está basada en la comedia teatral Morena Clara, de Antonio Quintero y Pascual Guillén, autores que parecían especializados en comedias «calés». Estrenada el 8 de marzo de 1935 en el Teatro Cómico de Madrid con el subtítulo de Comedia en tres actos y un juicio oral, la pieza había sido representada cientos de veces en la capital y en muchas otras ciudades españolas, y había alcanzado una enorme popularidad. La interpretación de la famosa actriz Carmen Díaz había puesto muy alto el listón, ya que el público estaba identificado con su creación del personaje de Trini. A través de esta, una «morena clara» o gitana «cruzada», y otros marginados sociales que simbolizaban la libertad y deseo de independencia, los autores tocaban tangencialmente temas candentes del momento sin nombrarlos de forma directa.
Según relató más tarde Imperio Argentina, fue ella quien sugirió a su marido realizar una versión cinematográfica. La actriz pensaba que Florián Rey realizó una excelente traslación a la pantalla, dotando al texto de una humanidad de la que carecía en el teatro. La obra no contenía las canciones luego incluidas en el filme, aunque la letra de alguna de ellas era recitada por la protagonista.

## Sinopsis
Los hermanos gitanos Trini y Regalito roban unos jamones en una venta y se los venden a su propietario. Tras la denuncia, son enjuiciados y el implacable fiscal Enrique Baena pide su condena haciendo un alegato marcadamente antigitano. No obstante, presionado por la defensa, asegura que estaría dispuesto a acogerles en su casa si no quisieran delinquir. Tras la absolución, Trini acude a casa del fiscal durante la fiesta de la Cruz de Mayo y cae en gracia a doña Teresa, la madre de Enrique, quien exige a este que cumpla su palabra y acoja a la joven.
Trini procederá a solucionar todos los problemas de la familia. Aprovechando que Pepe Rosales, un antiguo compañero de colegio del fiscal, deja cinco mil duros en su escritorio como intento de soborno, Trini simula haber obtenido el dinero mediante un conjuro y se lo entrega al apurado Rafael, el irresponsable hermano de Enrique, para que solucione sus problemas económicos. Después solventa mediante otra simulación de magia gitana un intento de extorsión de Juanita Céspedes, quien había acudido a la casa con su hija Encarnación, fruto de una antigua relación adúltera con don Elías, el padre de Enrique.
Tras resultar absuelto el traficante de drogas por el que intercedió Rosales, ambos van a la casa del fiscal para agradecerle su supuesta intervención. Enrique, ignorante del asunto del dinero, rechaza indignado la gratitud, lo que los delincuentes interpretan como una petición de más dinero, por lo que dejan en el escritorio otros cinco mil duros. Trini entrega el dinero a don Elías para que contribuya al mantenimiento de su hija ilegítima. Enrique, que está satisfecho por el arreglo del embarazoso problema de su padre, sale de copas con Regalito y, a la vuelta, declara a Trini su amor.
Ignorante Enrique de lo que Trini ha hecho con los diez mil duros, le exige su devolución. Puesto que ella afirma que no los tiene, el fiscal interpreta que la joven ha actuado desde un principio con ánimo de enriquecerse, le manifiesta su desprecio echándole en cara su condición de gitana, y ella abandona la casa entre lágrimas. Don Elías aclara a su hijo lo que ha hecho Trini con el dinero y Enrique le pide perdón y reafirma su compromiso de matrimonio.

## Guion y dirección

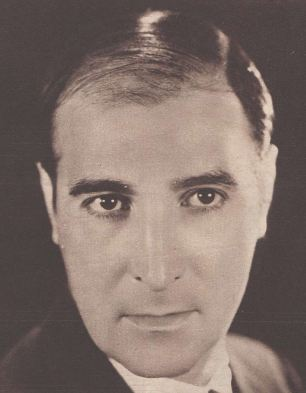
Con Morena Clara Florián Rey encadenó su tercer éxito consecutivo.

### Antecedentes
Florián Rey fue, junto con Benito Perojo, el director más prestigioso del período republicano. Consiguió realizar el difícil tránsito desde el cine mudo al sonoro emigrando a Francia para trabajar —como otros muchos profesionales del cine— en los estudios que Paramount había creado en Joinville para realizar películas en idiomas distintos del inglés. Allí, por setecientos francos al mes, realizó diversos trabajos y aprendió las técnicas del cine hablado. Entre otros filmes, trabajó en 1932 en Espérame y en 1933 en Melodía de arrabal, ambas con Carlos Gardel. Ese mismo año regresó a España, donde tuvo poco éxito al principio con la película de bandoleros Sierra de Ronda. En 1934 la comedia de enredo El novio de mamá le dio problemas técnicos con el sonido. Pero ese mismo año obtuvo un gran éxito con La hermana San Sulpicio.
En 1935, Rey revalidó su éxito con Nobleza baturra, una «españolada» ambientada en su Aragón natal con la que inició un cine de tipo costumbrista, casticista y ruralista dirigido al público de clase baja y media-baja que era el mayoritario en la España de entonces: un país todavía predominantemente rural y poco industrializado. El tema central de la película era el de la honra de la mujer.

### La película
Morena Clara fue rodada en Córdoba, Sevilla, Utrera y Vejer de la Frontera, con un presupuesto de medio millón de pesetas.
En el filme, Florián Rey insistió en la fórmula de amores interclasistas que tan buen resultado le había dado en Nobleza baturra, pero en esta ocasión añadió también el factor interracial. Ello era consecuencia de la moda del «gitanismo» impuesta por la obra literaria de Federico García Lorca desde la aparición en 1928 de su Romancero gitano. Además, invirtió las posiciones sociales de la película anterior, siendo la mujer esta vez una humilde gitana que ganará el corazón del fiscal de buena familia. También volvió a utilizar el tema de la honra femenina, si bien en esta ocasión no estaba asociada a la sexualidad, sino a la respetabilidad y honradez. Nuevamente al final se limpia el honor que ha sido mancillado y se recompensa a la humilde gitana con una boda que la eleva socialmente.
Para «oxigenar» la trama, Rey hizo algunos cambios. La obra original comenzaba con el juicio, en el que se relataba el robo de los jamones. El director prefirió presentar a los hermanos Marqués en la carretera, junto a un poste que señala que están a quince kilómetros de Sevilla. A continuación, representa los hechos de la venta. Este cambio permite presentar en la venta al hermano del fiscal y, a través del posterior recorrido de este, al propio fiscal, del que el público conoce su severidad aun antes de comenzar el juicio. De similar manera, unos personajes conducen a otros y la compleja trama discurre con suavidad y eficacia.
La película mantiene a los mejores intérpretes de Nobleza baturra y prescinde de personajes más discutidos, como el galán pasivo que había interpretado Juan de Orduña o el cura que representa la intermediación de la Iglesia. De esta forma, el personaje de Trini resulta potenciado y es el centro de la trama. El filme se apoya así en un trío de excelentes actores con papeles perfectamente definidos: Imperio Argentina, Miguel Ligero y Manuel Luna. Ello permite desarrollar una compleja trama que, aunque cómica, incluye temas serios como la corrupción judicial, los hijos extramatrimoniales o el tráfico de drogas.
La secuencia del juicio era esencial en la obra teatral y se mantiene casi íntegra en la película, salvo la supresión de algunos chistes contraproducentes. La excesiva teatralidad es salvada por las interpretaciones de Imperio Argentina y Miguel Ligero, que marcan el ritmo con un estilo andaluz propio de las comedias de los hermanos Álvarez Quintero. El acertado uso de la profundidad de campo y el cambio de enfoque sirven al director como recursos que sustituyen la interpelación que la protagonista hacía directamente al público en el teatro. La secuencia hace una denuncia del racismo de la sociedad española hacia la minoría gitana —expresado mediante el discurso del fiscal— a través del alegato de la abogada de la defensa.
Un telegrama permite introducir al personaje de Juanita Céspedes de una forma diferente a la obra teatral, donde dependía del diálogo. El escueto mensaje enviado a don Elías desde la estación de Ávila permite conocer la existencia de su hija ilegítima, y también sirve de transición, ya que luego aparece en manos de su receptor, quien se ve obligado a confesar la historia de su adulterio a su hijo Enrique.
El personaje de Juanita da lugar también a una de las mejores secuencias, aquella en la que intenta chantajear a don Elías en su casa utilizando la antigua carta comprometedora. Un espejo permite al espectador seguir a un tiempo las dos conversaciones paralelas que sostienen Juanita y doña Teresa, por un lado, y don Elías y Trini por otro. El ingenio desplegado por Trini para neutralizar la extorsión se traduce en una secuencia realizada al estilo de Ernst Lubitsch, director al que admiraba Florián Rey.

## Personajes e intérpretes

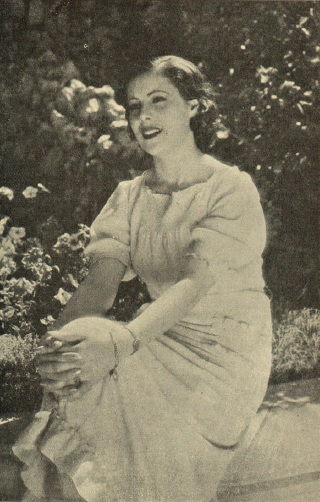
Carmen de Lucio fue una de las actrices que ya habían trabajado en Nobleza Baturra.

### Reparto
| Actor              | Rol                        |
| ------------------ | -------------------------- |
| Imperio Argentina  | Trinidad Marqués «Trini»   |
| Miguel Ligero      | Agustín Marqués «Regalito» |
| Manuel Luna        | Enrique Baena              |
| Pepe Calle         | Don Elías Baena            |
| María Bru          | Doña Teresa                |
| Manuel Dicenta     | Rafael Baena               |
| Carmen de Lucio    | Frasquita                  |
| Francisco Melgares | Mozo (Currillo)            |
| Porfiria Sanchiz   | Abogada defensora          |
| Emilia Iglesias    | Juanita Céspedes           |
| Luchy Soto         | Encarnación                |
| Guillermo Figueras | Pepe Rosales               |
| Antonio Segura     | El ventero                 |
| José Francés       | Presidente del tribunal    |

### Imperio Argentina

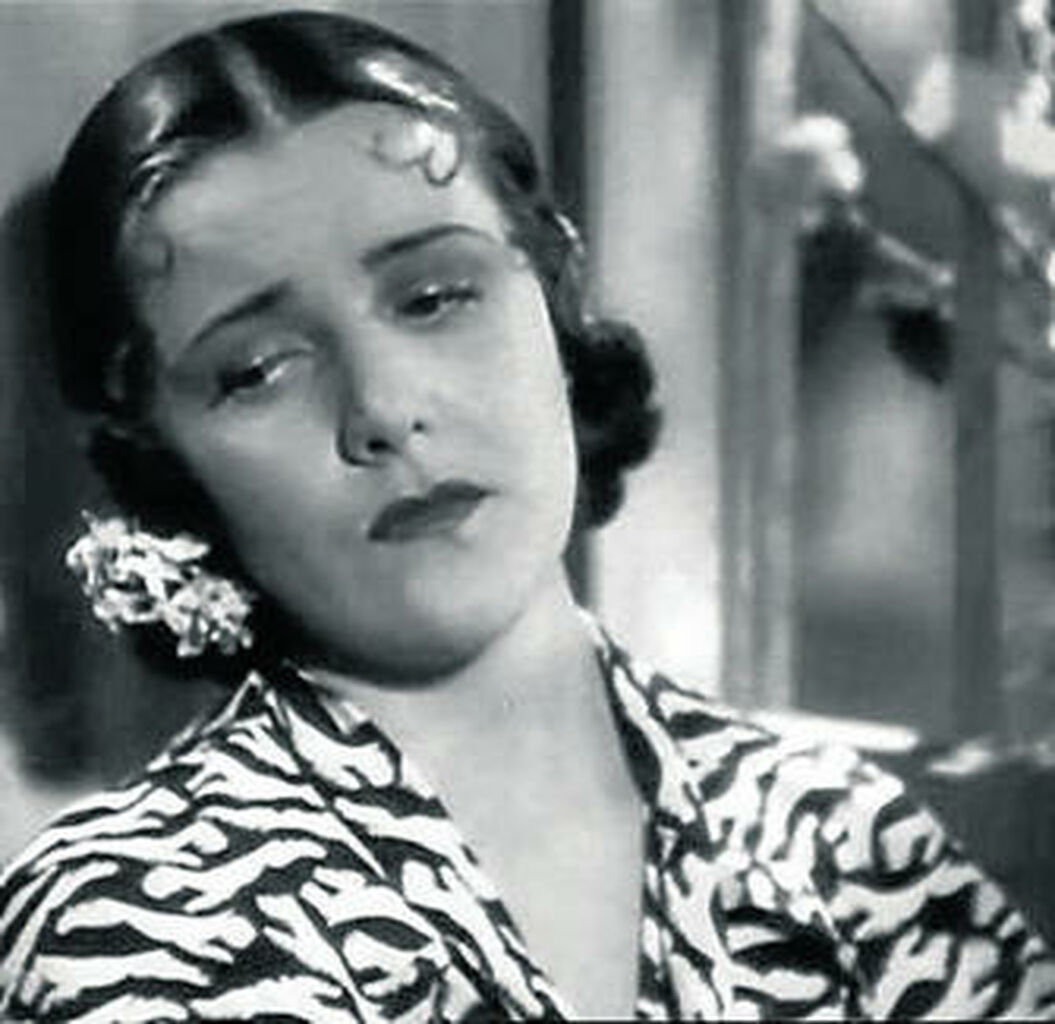
Imperio Argentina en una escena de Morena Clara. La actriz se encontraba en la cumbre de su carrera en ese periodo.

Todavía no cumplidos los treinta años, la bonaerense Imperio Argentina había encadenado los éxitos de La hermana San Sulpicio y Nobleza baturra y se encontraba en la cumbre de su carrera, lo que parecía garantizar el éxito de su nueva colaboración con su marido Florián Rey. Su acertada interpretación de la gitana Trini sublimaba las virtudes tradicionalmente atribuidas a dicha raza: gracejo e ingenio acompañados de un carácter extrovertido y cordial.
El personaje es definido en su presentación por director y actriz con características claras: aparece junto a su hermano camino de Sevilla, lo que denota un carácter errante; pregunta por el significado del mojón próximo, lo que indica su analfabetismo; y discute con Regalito el plan para robar unos jamones, lo que revela sus propósitos delictivos. Una vez en la venta, explica que está allí para mostrar a unos ingleses «la fuente del cante», lo que encaja con el estereotipo de los gitanos. La protagonista no solo aparece carente de amparo, sino también audaz, graciosa y conocedora de la imagen tópica de los miembros de su raza.
Por otra parte, su actitud es completamente decente en lo que se refiere a su honra como mujer conforme a los parámetros de la época. Ya en el juicio afirma que está «soltera y mocita» porque es muy exigente. Y cuando el hermano del fiscal le sugiere que podría tener a sus pies a todos los hombres de Sevilla, responde que para ello debería perder la vergüenza. Pero esta moralidad no es obstáculo a sus ganas de vivir, cantar y bailar.
Trinidad evoluciona desde el hurto de los jamones hasta su conversión en esposa del fiscal que le acusó en el juicio por aquel delito. Imperio Argentina creó un personaje creíble, gracioso y tierno, usando un habla andaluza acentuada pero no vulgar. Además, estuvo igualmente acertada en la interpretación de las tres canciones que se incorporaron a la película: Échale guindas al pavo, «El día que nací yo» y «Falsa moneda». Su contención interpretativa en esta última hace que el melodrama no llegue a resultar exagerado en ningún momento.
Trini empleará el dinero de la tentativa de soborno al fiscal para ayudar tanto al hermano de este como a la hermana ilegítima (y, con ella, al padre). Para ello utilizará de nuevo la imagen estereotipada que los payos tienen de los gitanos y les hará creer que ha utilizado la magia para hacer aparecer el dinero. Puesto que el espectador es consciente de que se trata de un simple truco, el resultado es de una eficaz comicidad. Por otro lado, el personaje se caracteriza por realizar una crítica de un nivel poco habitual en el cine español de la época.
El tremendo éxito de Morena Clara consolidó a Imperio Argentina como la gran estrella del cine español del momento.

### Miguel Ligero

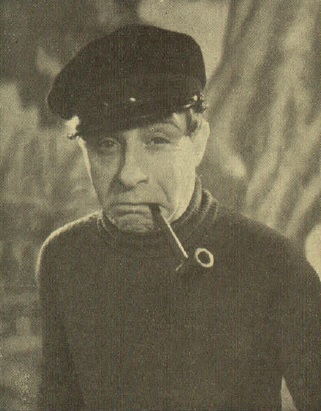
Miguel Ligero acababa de obtener un éxito con Rumbo al Cairo.

Miguel Ligero era el perfecto complemento de Imperio Argentina; no como galán, sino como contrapunto cómico. A sus cuarenta y seis años, el actor madrileño había alcanzado gran éxito en ese tipo de papeles interpretando en 1935 al don Hilarión de La verbena de la Paloma y al Perico de Nobleza baturra. Estas películas obtuvieron gran éxito en España y en Hispanoamérica. Su personaje de Regalito es el contrapunto de Trini: guasón, pícaro, marrullero y repleto de una gracia andaluza completamente diferente de la de sus dos papeles anteriores. Aunque procedente de la revista, Ligero trabajaba ante la cámara sin ninguna reminiscencia teatral y empleando todo el cuerpo en la interpretación. Junto con Imperio Argentina formaba una pareja esencial, cuya extremada popularidad incluso dificultó el rodaje en una ocasión en que convencieron al director para ir a la propia Sevilla.
Inicialmente el papel iba a ser interpretado por un actor más joven, ya que Ligero tenía otro compromiso. Sin embargo, su trabajo no gustó a Florián Rey y, al enterarse de que Ligero había terminado ya el otro rodaje, le llamó de inmediato.
El crítico Mateo Santos escribió en la revista Proyector que «ningún artista español ha sobrepasado su popularidad y, desde luego, ningún actor del cinema nacional la iguala siquiera». Y añadía que en Morena Clara «Ligero supera en su encarnación de Regalito a su “maño” e, incluso, a su “Don Hilarión”, trazados con tanta maestría».

### Manuel Luna
El sevillano Manuel Luna había comenzado su carrera cinematográfica interpretando al rencoroso Marco de Nobleza baturra, el personaje que organizaba el montaje destinado a desacreditar a María del Pilar. En esta ocasión encarna con seriedad y comedimiento al riguroso fiscal al que enamorará Trini. Sin embargo, y pese al amor, llegará a echarla de su casa al pensar que se ha apropiado del dinero de los sobornos. Solo el esclarecimiento de los hechos por su padre le hará rectificar.

### Otros personajes
Rafael Baena, interpretado por Manuel Dicenta, es el opuesto de su hermano Enrique: un tarambana juerguista que constantemente pide dinero a su madre. El padre, encarnado por Pepe Calle, oculta la existencia de una hija ilegítima fruto de una relación extramatrimonial. Ambos miembros de la familia «respetable» aparecen así marcados como poco virtuosos, lo que disminuye la importancia del pequeño delito cometido al principio por Trini. Por el contrario, la madre, interpretada por María Bru, es una mujer de profunda religiosidad que es mantenida en la ignorancia por los hombres que la rodean y que siempre piensa en la familia. Netamente andaluza, será ella la organizadora de la fiesta de la Cruz de Mayo. La actuación de Trini irá encaminada en todo momento a protegerla.

## Música
El tratamiento de la música da lugar a soluciones estilísticas diferentes procedentes del musical de Hollywood de la época, si bien tanto las tres canciones como la coreografía están acopladas a la película con acierto.

### El baile
El primer número musical es el de la secuencia de la fiesta de las Cruces de Mayo, donde el montaje y la puesta en escena se supeditan a los números de baile y canto. Toda ella está enmarcada, al inicio y al final, por el reflejo en el estanque de la cruz decorada con flores y bombillas eléctricas que preside la secuencia. En primer lugar, un grupo de bailarinas con traje de flamenca danzan una elaborada coreografía alrededor de la fuente al son de una versión meramente instrumental de la popular canción «El vito». Rey realiza numerosas tomas desde el punto de vista de los espectadores asistentes a la fiesta, muchas de ellas colocando en primer término celosías, verjas u otros elementos arquitectónicos con un sofisticado estilo muy propio del director aragonés. Pero también hay planos cenitales construyendo dinámicas construcciones geométricas al modo de las realizadas en Hollywood por Busby Berkeley. Es un momento de detención de la trama pensado para el puro goce del público.
La comparación con Berkeley no es del todo justa, ya que este cineasta disponía de su propia unidad independiente y especializada en la filmación de coreografías, dotada de grúas, decorados móviles y un ascensor. Florián Rey carecía de todos esos medios, por lo que los travellings realizados con las pesadas cámaras usadas en el filme —cuyas lentes exigían corregir constantemente el enfoque— son muy meritorios teniendo en cuenta el resultado. Curiosamente, la secuencia es fruto también de los hermanos de la pareja principal: la música es de Rafael Martínez, hermano de Rey, y la coreografía, de Asunción, la hermana de Imperio.

### Las canciones
Para musicalizar la película añadiendo canciones, Florián Rey contó con la ayuda del músico sevillano Juan Mostazo, lanzamiento cinematográfico del que el director se mostraría después muy orgulloso. Mostazo era ya autor de canciones de gran éxito como «Mi jaca». Para componer los temas colaboró con el hermano de Rey, Rafael Martínez. Morena Clara no sería lo que es sin esta aportación musical.
Inmediatamente a continuación del baile de «El vito» se inicia otro número concebido de forma opuesta. Trini y Regalito irrumpen en la fiesta cantando las bulerías «Échale guindas al pavo», una tonadilla jubilosamente cómica con letra de Ramón Perelló. En este caso, el montaje se supedita a la letra de la canción. Mientras canta, Regalito va desvalijando graciosamente a los invitados. La escenografía queda supeditada a la visualización de los dos hermanos gitanos. Los asistentes hacen de coro, situación lógica en el contexto de la fiesta que se celebra, y que diferencia esta canción de las otras dos que contiene la película. La secuencia muestra un contraste entre clases sociales, entre religión y juerga, y entre la exhibición coral de los asistentes y la personalizada interpretación de Imperio Argentina y Miguel Ligero. De forma simétrica, se cierra con un reflejo de la cruz de mayo en el agua, espejo de la que abría el baile del vito.
La canción «El día que nací yo» es resultado de la improvisación, como relató posteriormente el propio Florián Rey. Se trata de la musicalización de una de las escenas de la obra teatral, por lo que la letra ya existía previamente. Durante el rodaje, el director pensó que ese pasaje era apropiado para que Imperio Argentina interpretase una canción y facilitó a Mostazo un papel con la letra. Mientras el músico se aislaba en un camerino, Rey hizo traer a la orquesta y facilitó instrucciones al director de fotografía, Enrique Gaertner, para que preparase la iluminación adecuada. A la media hora, Mostazo volvió con la canción ya compuesta y se rodó la secuencia sin dificultades.
En este caso, la acción se detiene para dar paso a un monólogo cantado de la protagonista, cuyo estado de ánimo se refleja mediante la música y la fotografía. Trini muestra su amor por el fiscal, a pesar de que cree no ser correspondida. La cámara se aproxima a Imperio Argentina desde un plano general a un primer plano, reflejando la soledad del personaje y aprovechando la fotogenia de la actriz. La letra resulta muy sugestiva y, aunque no menciona en ningún momento el origen étnico del personaje, se duele por un destino que viene marcado por su nacimiento. La canción confiere una dimensión dramática a Trinidad, que no es ya solamente un personaje ingenioso y cómico pues siente el desprecio y los prejuicios.
El canto de la zambra «La falsa monea» viene precedido por la secuencia del equívoco entre Enrique y Trini durante el que aquel le llama despectivamente «gitana» y que produce la desesperación de ella. Nuevamente se paraliza el desarrollo argumental y se inserta un segundo monólogo cantado por Imperio Argentina. La letra alude al carácter errante del personaje y a la inevitabilidad de su sino. De esta forma se expresa el estado de ánimo de Trini creando al tiempo un ambiente sentimental mediante la música y la fotografía que ilumina al personaje y su entorno. Un travelling acompaña a la protagonista desde el interior de la casa a la calle, simbolizando su expulsión y creando el clima emocional adecuado para preceder al final feliz.
Las canciones fueron compuestas por Mostazo siguiendo las indicaciones de Florián Rey. «El día que nací yo» tenía letra de Sixto Cantabrana, y «Échale guindas al pavo» y «La falsa monea», de Ramón Perelló. Todas ellas se convirtieron en rotundos éxitos populares. La compañía Odeon grabó un disco el mismo año con las canciones de la película interpretadas por los mismos actores: Imperio Argentina y Miguel Ligero.

## Fotografía
El director de fotografía fue el vienés Heinrich Gärtner Kolb, quien había hispanizado su nombre como Enrique Gaertner. El austríaco había trabajado con directores como Robert Wiene antes de establecerse en España en los años 1920. En 1935 ya había colaborado con Florián Rey en Nobleza baturra y realizó un bello trabajo en Morena Clara. Su fotografía naturalista marcará decisivamente al cine español de la siguiente década.

## Decorados
Los estudios CEA contaban con excelentes técnicos. Uno de ellos era el decorador José María Torres, que había intervenido en 1935 tanto en La verbena de la Paloma como en Nobleza baturra, y que también colaboró en 1936 con Filmófono en Don Quintín el amargao, de Luis Marquina. Torres recreó en los platós de CEA un espléndido ambiente andaluz con la Venta de los Platillos, la sala del tribunal en el que se juzga a Trini y Regalito y la casa de los padres del fiscal, con el patio que sirve de escenario para el baile de «El vito».

## Acogida
El ambiente de la primavera de 1936, con una España dividida, no parecía el más propicio para el éxito de una comedia. Pese a ello, Morena Clara fue estrenada el 11 de abril de 1936 —Sábado de Gloria— en el cine Rialto de Madrid y, de forma simultánea, en todas las capitales de provincia. La única excepción fue Cádiz, que fue sustituida por Algeciras a petición de Imperio Argentina. La película obtuvo un éxito sin precedentes en el cine español. Solo con la recaudación obtenida en la sala madrileña se amortizó el coste de producción (520.000 pesetas). Además, fue el baluarte del cine nacional frente a la agresiva competencia del estadounidense. El estallido de la guerra civil no detuvo su carrera comercial, pues siguió exhibiéndose con gran éxito en las dos zonas en que se había dividido el país. Solo la toma de partido de Florián Rey e Imperio Argentina por el bando franquista truncó su carrera en la zona gubernamental, donde fue prohibida en marzo de 1937. Pero siguió siendo proyectada en la posguerra, con el añadido publicitario de que había sido prohibida por «los rojos». Además, se exhibió también con gran éxito en Argentina y Cuba. Se ha calculado que la película llegó a recaudar en España veinte veces más que cualquier filme estadounidense de la época. Su éxito tanto durante el período republicano como en los inicios de la dictadura franquista ha hecho que sea catalogada como una obra «de encrucijada».
No obstante, la aceptación por la crítica no fue unánime en su momento. López F. Martínez de Ribera escribió en Popular Film que Florián Rey había fotografiado mal teatro, aunque estaba convencido de que la película daría dinero. Algo similar comentaba Films Selectos. Por el contrario, Antonio Guzmán Merino elogió la película y a Imperio Argentina en la revista Cinegramas.

## Trascendencia
Para Félix Fanés, Morena Clara es la muestra más brillante de cómo el cine español de la época republicana pudo trasladar ciertas características de la alta comedia y el musical de Hollywood a unos ambientes propios del folclore andaluz, con guiones ágiles en los que la música no perjudica la progresión argumental. Destaca del filme la agudeza de sus diálogos, la naturalidad de las interpretaciones y la acertada planificación de los números musicales.
Manuel Rotellar considera que el guion de Florián Rey mejora la obra teatral gracias a una acertada planificación. Cree que los elementos vulgares proceden del original de Quintero y Guillén, pero que fueron suavizados por el director. También opina que el filme aporta una distensión entre payos y gitanos que fue bien recibida en el convulso ambiente político de abril de 1936.
Igualmente, Agustín Sánchez Vidal cree que el filme reúne la alegría y colorido del período republicano, fusionando el escapismo de las comedias que Florián Rey había dirigido en Joinville con su cine regionalista, pero liberado este de los pesados lances de honor. Destaca que la religión está prácticamente ausente de la película, pues incluso el episodio de la fiesta de la Cruz de Mayo resulta básicamente pagano. Estas comedias interclasistas e integradoras resolvían los conflictos de una manera que sería imposible en la posterior dictadura franquista, cuyos valores sociales impedían soluciones flexibles.
Por otro lado, la película sentó las bases del cine folclórico que se desarrolló posteriormente, ya durante la dictadura de Franco. El contraste entre lo rural y lo urbano presenta una serie de escenarios que se harán habituales: el patio, la taberna o la reja. También contribuyó a crear un star-system español que combinaba los ámbitos cinematográfico, radiofónico, discográfico y teatral. Por último, estableció unas convenciones narrativas que muestran conflictos amorosos basados en las diferencias sociales, étnicas y de costumbres.

### Ataques

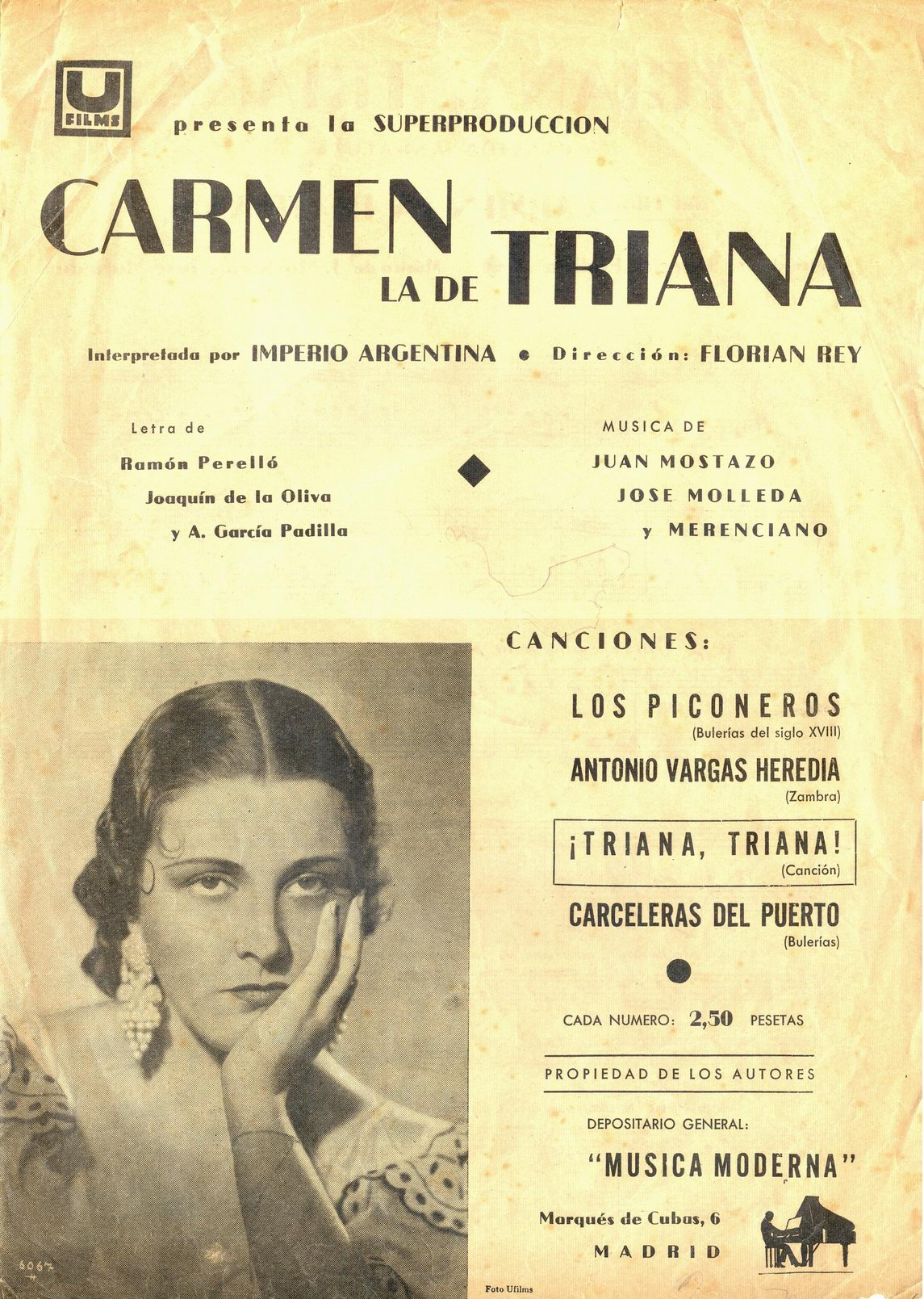
El siguiente filme de Rey, Carmen, la de Triana, fue atacado por sectores falangistas.

Sin embargo, la enorme popularidad que Morena Clara y otras películas de Florián Rey tuvieron durante la etapa republicana no se mantuvo con el paso del tiempo. En ello influyó un doble ataque de tipo ideológico procedente de campos opuestos. En primer lugar, y ya desde la misma Guerra Civil, un sector de la crítica claramente identificado con el falangismo atacó la obra de Rey. El motivo no podía ser la falta de adhesión del director aragonés al nuevo régimen, sino que se identificaba su cine con el de la denostada época republicana. Se etiquetaban sus películas con el infamante nombre de «españolada» e, incluso una película rodada en la Alemania de Hitler como Carmen, la de Triana tuvo una pésima acogida en este sector. Aunque esta opinión —cuyo principal exponente fue la revista Primer plano— no llegó a convertirse en oficial, sí influyó en sectores críticos.
En 1944 el propio Rey replicaba a estas críticas en las páginas de la revista falangista Vértice, ya que la ligereza moderna y levemente transgresora de Morena Clara chocaba con la retórica imperial dominante. El director aragonés rechazaba la calificación de «españolada» para su película y reivindicaba su cine como defensa de las tradiciones populares españolas frente a los arquetipos extranjeros.
Por otro lado, la oposición al franquismo tampoco simpatizaba con Rey y su película. En primer lugar por diferencias políticas, pero también porque este sector consideraba la obra del director aragonés demasiado popular y comercial. Para la oposición, esta cultura de masas estaba inevitablemente «contaminada» ideológicamente. Por consiguiente, apostaba por un cine más elitista para expresar su disidencia. Además, determinados géneros y temáticas, como los de Morena Clara, eran rechazados globalmente por ser considerados impuestos por el régimen; aunque tal imposición debiera entenderse retroactiva al extenderse al cine realizado durante el período republicano. El más significado representante de esta tendencia izquierdista es Román Gubern, quien considera que Rey buscaba complacer a un público subdesarrollado con unas españoladas reaccionarias. La oposición izquierdista llegó a ver a las películas folklóricas como una propuesta del régimen franquista, al igual que el fútbol, la copla, los toros o el flamenco. En el caso de Morena Clara, a pesar de haber sido rodada y estrenada en el período republicano, gran parte del público la vincula equivocadamente con la época del primer franquismo.

### Revisión
Desde posturas también ideológicamente izquierdistas, Jo Labanyi tiene una opinión muy distinta. Considera que el musical folclórico andaluz republicano es expresión de un cine popular inclusivo de trabajadores y campesinos que, además,  reconocía la diversidad territorial española. Adicionalmente, el abordamiento del conflicto y la crítica social son claros en Morena Clara, aunque sean solucionados de forma individual y no colectiva. Por otra parte, también se ha señalado el papel de pacificación social que una película integradora de clases sociales y razas tenía en la convulsa España de 1936. En la ascensión social de la protagonista, mujer, andaluza y gitana, se reconocían millones de españoles de condición humilde que aspiraban a salir de su encasillamiento social. A ellos se ofrecía la imagen de unas clases sociales adineradas receptivas al atractivo del pueblo llano.
El director Luis García Berlanga reconoció en una entrevista concedida en 1981 que el error de su generación fue no advertir que ese tipo de cine realizado durante la dictadura no era el cine del franquismo, sino que procedía de los tiempos de la República y era expresión de unas clases sociales no siempre vinculadas al bando que venció en la guerra. También opinó que los idearios de las Conversaciones de Salamanca y del cine de arte y ensayo contribuyeron a desmantelar la infraestructura industrial que había existido.
Los planteamientos críticos son considerados demasiado simplistas por otros historiadores que han estudiado la obra de Florián Rey; sobre todo la del período silente. Se ha señalado que la descalificación de sus películas como «españoladas» no es sino una forma de renunciar a un análisis más profundo de las mismas. Además, consideran que se tiende a identificar superficialmente el nacionalismo español de Rey con el franquismo.

### Influencia en otras películas

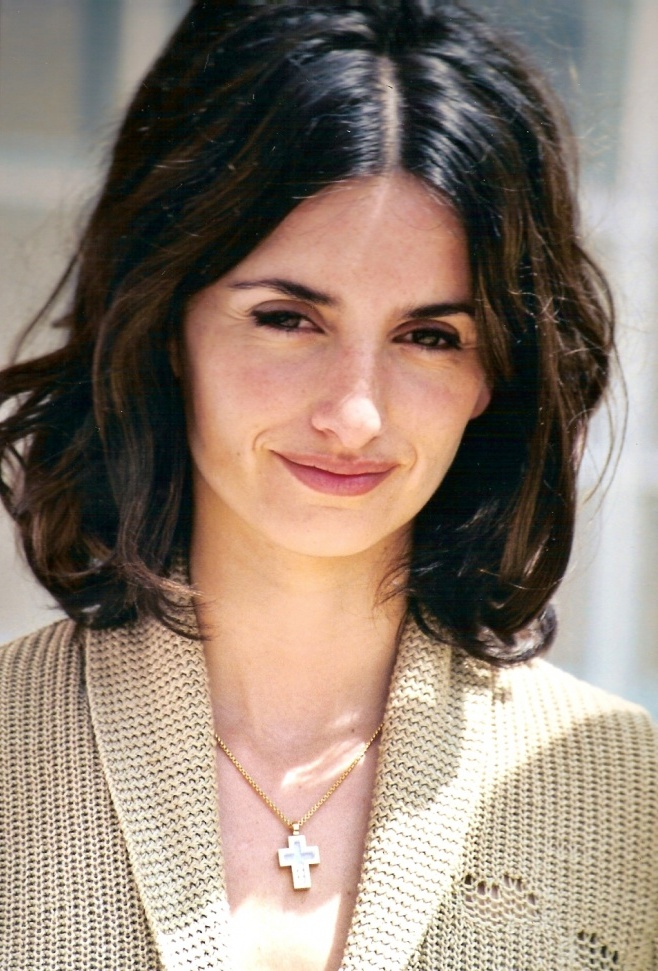
Penélope Cruz encarnó en La niña de tus ojos a un personaje muy influido por Trini. Foto: Georges Biard

En 1940 se estrenó una secuela titulada Gracia y justicia dirigida por Julián Torremocha y protagonizada por Mary Santamaría, también basada en una obra de Quintero y Guillén.
En 1954 Suevia Films y Benito Perojo produjeron una nueva versión de la obra, esta vez protagonizada por Lola Flores, cuya recreación del personaje de Trini consiste en darle a este la propia personalidad de la actriz. Fernando Fernán Gómez interpretó al fiscal, Miguel Ligero repitió el rol de Regalito y Manuel Luna interpretó un pequeño papel. A pesar de ser casi veinte años más reciente, resulta menos creíble que la primera versión.
La película El día que nací yo, dirigida por Pedro Olea y protagonizada por Isabel Pantoja en 1991, supone un explícito reconocimiento a Morena Clara. El propio director manifestó que se trataba de un «homenaje al cine maravilloso que se hacía en la República, sobre todo las películas de Florián Rey con Imperio Argentina y Miguel Ligero».
También La niña de tus ojos, dirigida por Fernando Trueba en 1998 —más de sesenta años después— mantiene rasgos del personaje de Trini en el de Macarena Granada, interpretada por Penélope Cruz.